# Violació col·lectiva

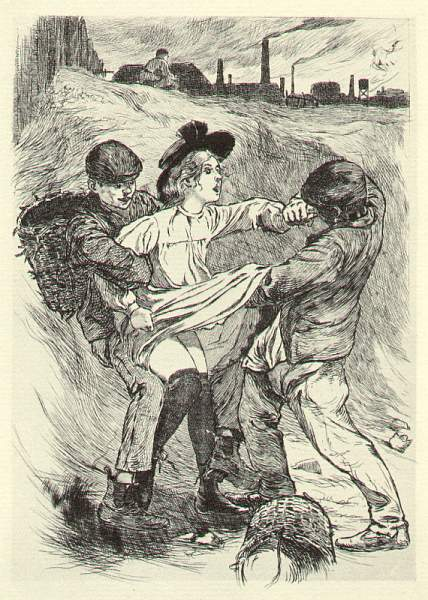
Violació comesa per diverses persones. Dibuix de Martin van Maele.

Una violació col·lectiva o violació múltiple, és una violació d'acord amb el tipus penal determinat en cada legislació, que es troba dins dels anomenats delictes sexuals, el que el caracteritza és que els autors són dos o més individus. Pot ser un crim d'honor, una violació correctiva, un càstig, una pràctica de tortura, una arma de guerra o d'un altre tipus. Quan la violació múltiple ocorre a moltes dones en un espai petit de temps, per exemple al context d'una guerra, es parla també de violacions en massa.
En aquest tipus de violacions, els agressors usen una dosi més alta de violència que en altres casos i solen ser desconeguts per a la víctima, excepte en els casos de determinades violacions "d'honor". Una de cada deu violacions comeses a Europa el 2015, és a dir, prop de quatre-centes mil violacions, van ser comeses per més d'un autor.
Durant el segle xx, les violacions múltiples es van produir de forma reiterada en els conflictes armats que es van produir (p.e. les produïdes en la guerra de Iugoslàvia o en la guerra de Vietnam), emperò no van ser un producte de les societats modernes, sinó que han sigut una forma de reducció, vulneració, accés i socialització grupal dels cossos de les dones. En aquest sentit, Federici ens relata com les violacions d'aquest tipus han sigut un fet recurrent, relata com la violació col·lectiva de les dones proletàries durant el segle xiv era recurrent, descriu que " va esdevenir una pràctica comuna, que els autors realitzaven oberta i sorollosament de nit, en grups de dos a quinze, ficant-se en les cases o arrossegant a les víctimes pels carrers sense el més mínim intent d'ocultar-o dissimular".

## Característiques de les violacions múltiples
Si bé és complicat trobar un quadre únic que permeti identificar el violador sense entrar en mites sobre la violació, des de l'anàlisi recent dels últims casos s'han realitzat aproximacions de les característiques genèriques dels violadors en aquest tipus d'agressions sexuals, entre les quals trobem les següents:
- Es tracta d'homes joves. La pertinença tant en l'adolescència com en la joventut als grups és important, atès que els individus es troben en etapes en què el sentiment de la pertinença a un grup adquireix una importància rellevant en l'esfera social de la persona.[5]
- Sentiment d'hipermasculinitat. La societat d'avui en dia es caracteritza per seguir patrons de masculinitat tradicional, on contínuament els homes es veuen pressionats a seguir aquells patrons que conformen el "rol d'home". Entre aquests estereotips segueix imperant una idea de la dona com a instrument sexual, per tant, en la situació d'una violació en grup es produeix un augment de la sensació de poder per part del col·lectiu.[6]
- Dispersió de la responsabilitat: la sensació de realitzar un acte en grup crea una sensació de menys responsabilitat, atès que el propi grup es reforça pels mateixos individus en la realització de l'acte, és més, el propi funcionament del grup crea mecanismes de pressió per la persona que sigui dissident. La violència grupal està alhora molt vinculada amb la convicció per part dels integrants de què el propi grup protegeix de les conseqüències legals de la conducta al tenir una percepció de confiança creada pel mateix sentiment de grup, i per tant, els membres creuen en la protecció de l'anonimat entre ells i així doncs, la possibilitat de no ser condemnat.[7] Es produeix un reforçament mutu, el qual a més contribueix a una menor preocupació per ocultar el delicte comès en comparació a les violacions individuals, aquest fet s'associa amb la desindividualització dels factors de risc en el procés grupal.
- Són perfils que no cometrien la violació a nivell individual. Hi ha experts que en la seva anàlisi dels perfils dels individus que cometen una violació grupal, han analitzat que es tracta de persones que no ho farien de forma unilateral. L'explicació rau en el fet que els individus a través de la pròpia psicologia social se senten reforçats a cometre l'acte, això es suma a l'esmentada dispersió de responsabilitat.[8]

A part d'aquests trets que s'han titllat de comuns, hi ha quelcom comú entre qualsevol persona que comet una violació i és el reflex d'una actitud general de desvalorització cap a les dones, que radica en la percepció cultural formada per un dogma patriarcal.

## Modus operandi
En l'informe "Agresores sexuales con víctima desconocida" es fa una anàlisi de com es produeixen les agressions sexual perpetrades per un grup d'homes amb una sola víctima femenina, així doncs s'extreu que les agressions de forma majoritària es produeixen en un festiu o cap de setmana, i de nit. Altres dades que proporciona l'informe són la forma d'aproximació a la víctima, la qual sol ser a través de l'engany juntament amb la violència física i psicològica. El lloc de l'agressió sol ser la via pública o un espai obert o al voltant d'una zona d'oci.
L'ús de les drogues també és un factor comú en les violacions, fet que comporta per una banda que les víctimes es trobin en un major grau de vulnerabilitat perquè se'ls hi ha anul·lat la seva voluntat, i a més, un efecte de certes drogues (p.e. burundanga o escopolamina) és la amnèsia que provoquen, consegüentment les víctimes tenen dificultats en poder identificar els seus agressors.

## Revictimització
Quan parlem de revictimitzar, victimització secundària o doble victimització, estem parlant d'aquell maltractament addicional (n'hi ha hagut un previ) que pateix una persona com a conseqüència de l'acció per part de les institucions, professionals i altres agents que intervenen amb la víctima per tal d'oferir-li l'atenció i l'ajuda corresponents. Quan aquesta doble victimització es produeix per part d'institucions públiques, estem parlant de violència institucional.
En el cas de la violència de gènere i les violències sexuals, es comú que es produeixi la victimització secundària, en especial en l'àmbit judicial i en l'àmbit públic.

### Revictimització judicial
Es tracta d'aquella doble victimització que es produeix per part del sistema judicial i també el policial, que comprèn des del descrèdit cap a la versió de la víctima, com les preguntes realitzades o l'obligació de testificar repetides vegades, fet que sol causar un perjudici psicològic i emocional a la víctima. També es pot produir aquesta revictimització per omissió, com succeeix en els casos en els quals per manca de recursos les víctimes no tenen el suficient espai temporal per tal de poder explicar com va ser el tipus d'agressió (sol ser un moment complicat per les víctimes i el procés d'aquesta es diferent al del curs judicial o policial) sinó que se'ls hi dona presa perquè ho facin, no respectant el procés emocional i psicològic de la víctima. Un clar exemple d'aquesta doble victimització es pot obersevar en el vot particular de la sentència de primera instància del cas de "la manada", oon el magistrat basa els seus arguments en una sèrie d'estereotips i presumpcions sobre la víctima i la seva actitud durant la violació. Aquests tipus d'arguments fixats en l'actitud de la víctima, parteixen de l'imaginari social de bona víctima i mala víctima, i traslladen la responsabilitat de l'acte de l'agressor a la víctima per no haver-se comportat aquesta tal com s'esperava que ho fes.
Per part de les víctimes tant de violència de gènere com les sexuals, és quelcom manifestat per les mateixes víctimes, que aquesta revictimització en molts casos porta al silenci o com a mínim a ser una barrera davant de la decisió d'actuar judicialment contra els qui l'han agredit. El resultat es tradueix en molts casos en un desincentiu cap a la víctima respecte la seva denúncia, per tal d'estalviar-se aquesta segona forma d'agressió cap a elles, que en aquest cas passa a ser en mans de les institucions

### Revictimització en l'opinió pública
Hi han criminòlegs que consideren que la revictimització produïda per part de la societat s'ha de classificar com a victimització terciària, més enllà del debat sobre si es tracta d'una segona o tercera victimització, el que és cert és que aquesta és una de las múltiples cares de l'existència d'una cultura de la violació existent, la qual naturalitza i normalitza l'abús sexual cap a les dones, així com les culpabilitza per les agressions que pateixen.
Trobem que la revictimització en l'àmbit de l'opinió pública es produeix tant des de l'esfera ciutadana com des dels mitjans de comunicació, sense anar més lluny, el propi Tribunal Suprem, en el cas de la violació múltiple de “la manada” reconeixia la victimització secundària que havia sofert la víctima a nivell públic considerant que aquesta ha sigut un factor afegit un dolor i sofriment extres en veure’s jutjada i maltractada. Un altre cas famós de violació múltiple que ha succeït en els últims anys, és el conegut com "la víctima de Amandina", on tres jugadors de futbol de l'Arandina van ser condemnats com a autors del delicte de violació a una menor, és un clar exemple de revictimització el que es va realitzar quan uns dos-cents veïns del poble van sortir a una plaça a defendre als tres jugadors quan van ser enviats a presó provisional, a aquest fet se li suma que posteriorment també es van difondre a través mitjans de comunicació audios personals de la víctima amb l'objectiu de desacreditar-la.